# Orie Solomon Ware
Orie Solomon Ware (* 11. Mai 1882 in Peach Grove, Pendleton County, Kentucky; † 16. Dezember 1974 in Fort Mitchell, Kentucky) war ein US-amerikanischer Politiker. Zwischen 1927 und 1929 vertrat er den Bundesstaat Kentucky im US-Repräsentantenhaus.

## Werdegang
Orie Ware besuchte zunächst die öffentlichen Schulen in Covington, wohin er im Jahr 1888 mit seinen Eltern gezogen war. Danach studierte er bis 1899 an einer privaten Schule in Independence. Anschließend arbeitete er in Covington für den dortigen Bezirksrichter Shaw. Nach einem Jurastudium an der University of Cincinnati in Ohio und seiner im Jahr 1903 erfolgten Zulassung als Rechtsanwalt begann er in Covington in diesem Beruf zu praktizieren. Später betrieb er zusammen mit dem inzwischen pensionierten Richter Shaw eine gemeinsame Praxis. Ware stieg auch in das Bankgeschäft ein und wurde einer der Direktoren der First National Bank and Trust Co.
Ware war Mitglied der Demokratischen Partei. Zwischen 1910 und 1939 war er Delegierter auf allen regionalen Parteitagen in Kentucky. Zwischen 1914 und 1921 fungierte er als Posthalter in Covington. Danach war er von 1922 bis 1927 Staatsanwalt im 16. Gerichtsbezirk von Kentucky. Bei den Kongresswahlen des Jahres 1926 wurde er im sechsten Wahlbezirk von Kentucky in das US-Repräsentantenhaus in Washington, D.C. gewählt, wo er am 4. März 1927 die Nachfolge von Arthur B. Rouse antrat. Da er im Jahr 1928 auf eine erneute Kandidatur verzichtete, konnte er bis zum 3. März 1929 nur eine Legislaturperiode im Kongress absolvieren.
Nach dem Ende seiner Zeit im US-Repräsentantenhaus betätigte sich Ware wieder als Jurist und Bankdirektor. In den Jahren 1957 und 1958 war er auch Bezirksrichter. Orie Ware starb am 16. Dezember 1974 in Fort Mitchell im Alter von 92 Jahren.